# Agnes Scheibelreiter
Agnes Scheibelreiter (* 3. September 1976 in Wien) ist eine österreichische Opernsängerin (Sopran).
Agnes Scheibelreiter besuchte das Musikgymnasium Wien und studierte Gesang an der Universität für Musik und darstellende Kunst Wien. Sie absolvierte einen Meisterkurs bei Marjana Lipovšek.

## Bedeutende Engagements
- Clorinda / Teseo in Ballo.mortale (Claudio Monteverdi), Wiener Kammeroper 2004
- Fjodor, Sohn des Zaren in Boris Godunow, Volksoper Wien 2001
- Freilichtspiele Burg Hohenegg
- Wiener Konzerthaus
- Lieder, Arienabende und Konzerte mit den Ensembles Le Corde Cantanti und Marisienne

## Rollen
- Barbarina, Susanna in Le nozze di Figaro
- Papagena in Die Zauberflöte
- Lucy in The Telephone or L’amour à trois von Gian Carlo Menotti (Opern-Einakter)
- Emily in Help, help, the Globolinks von Gian Carlo Menotti
- Cleopatra in Giulio Cesare in Egitto
- Vitige in Flavio, re de’ Longobardi (Georg Friedrich Händel)
- Schwalbe in Die Vögel (Walter Braunfels)
- Sandmännchen in Hänsel und Gretel (Engelbert Humperdinck)